# Trinidad (Bolivia)
Trinidad (in quechua e aymara Kimsantin), ufficialmente La Santísima Trinidad (letteralmente la santissima trinità), è un comune (municipio in spagnolo) della Bolivia nella provincia di Cercado (dipartimento di Beni) con 97 625 abitanti (dato 2010).
È il capoluogo del dipartimento di Beni ed è situata circa 400 km a nord-ovest di La Paz nel bacino del rio delle Amazzoni nei pressi del fiume Arroyo San Juan ad un'altitudine di circa 237 mslm, ha un clima tropicale caratterizzato da un'intensa stagione delle piogge nei mesi estivi.
La città venne fondata nel 1686 da Cipriano Barace intorno ad una missione dei gesuiti sulle rive del fiume Mamoré, in seguito a numerose esondazioni la posizione si rivelò inadeguata e nel 1769 l'insediamento venne spostato di circa 14 km nella posizione attuale.
Importante mercato agricolo, nei suoi dintorni si coltivano cereali, cacao e tabacco.
Nei dintorni, a circa 13 km, si trova El Barador, dove si trovava un porto fluviale di grossa importanza. Inoltre Trinidad è sede di un aeroporto (cod. IATA: TDD, cod. ICAO: SLTR).

## Cantoni
Il comune è suddiviso in 10 cantoni (popolazione al censimento 2001):
- Trinidad: 76 217 abitanti
- Loma Suarez: 817 abitanti
- Puerto Balivian: 194 abitanti
- Puerto Barador: 632 abitanti
- Villa Mayor Pedro Vaca Díez: 329 abitanti
- Casarabe: 894 abitanti
- El Cerrito: 190 abitanti
- Ibiato: 404 abitanti
- San Juan de Agua Dulce: 220 abitanti
- San Javier (Monte Azul – Estancia San Nicolas): 66 abitanti